# Melchor Inojosa
Melchor Inojosa fue un militar y político peruano. 
En 1839 fue establecido como jefe de la plaza del Cusco. Ese mismo año, fue elegido por la provincia de Chumbivilcas como miembro del Congreso General de 1839 que expidió la Constitución Política del Perú de 1839, la quinta de la historia del país, durante el segundo gobierno del mariscal Agustín Gamarra.  